# Budai út (železniční zastávka)
Budai út je železniční zastávka v maďarském městě Cegléd, které se nachází v župě Pešť. Zastávka byla otevřena v roce 1847, kdy byla zprovozněna trať mezi Budapeští a Szolnokem.

## Provozní informace
Zastávka má nástupiště mezi dvěma traťovými kolejemi. V zastávce není možnost zakoupení jízdenky. Trať procházející zastávkou je elektrizována střídavým proudem 25 kV, 50 Hz. Provozuje ji společnost MÁV.

## Doprava
Zastavují zde pouze osobní vlaky do Kecskemétu, Szolnoku a Budapešti. Projíždějí zde vnitrostátní vlaky InterCity.

## Tratě
Zastávkou prochází tato trať:
- Budapešť–Cegléd–Szolnok (MÁV 100a)